# Pedro Bautista Aguayo
Pedro Bautista Aguayo y Cázarez gobernador del Estado. Nació en la ciudad de Sahuaripa en 1784 y fueron sus padres don José Antonio Aguayo y doña María Ignacia Cázarez. Subdelegado real en su región de origen en 1820 y 1821, juró la independencia de acuerdo con las bases del Plan de Iguala, y en seguida asumió la Administración de Rentas Unidas que desempeñó varios años. Diputado a las legislaturas locales I y II en 1832 y 1834, volvió a su pueblo al establecerse el centralismo y desempeñó las funciones de juez de paz y protector de los indios de la región. En mayo de 1839 ingresó a la Junta Departamental como segundo vocal y con ese carácter se encargó del Poder Ejecutivo por ministerio de ley, el 16 de abril al 1 de junio de 1842 en que entregó al general José Urrea. Defendió a éste durante la rebelión gandarista, obtuvo el grado de coronel de las fuerzas auxiliares, fue elegido diputado a la I Asamblea Departamental que se constituyó bajo su presidencia y murió en octubre de 1843 en la acción de guerra de Ures, defendiendo la ciudad del ataque de una partida considerable de rebeldes.